# Velika nagrada Eve Duarte Perón 1948
Velika nagrada Eve Duarte Perón 1948 je bila četrta dirka za Veliko nagrado v sezoni 1948. Odvijala se je 14. februarja 1948 na dirkališču Palermo.

## Dirka
| Poz | Dirkač                 | Moštvo                | Dirkalnik         | Krogi | Čas/Odstop | Št. m. |
| --- | ---------------------- | --------------------- | ----------------- | ----- | ---------- | ------ |
| 1   | Luigi Villoresi        | Scuderia Milano       | Maserati 4CL      | 50    | 2:15:16.5  | 1      |
| 2   | Oscar Gálvez           | Privatnik             | Alfa Romeo 8C-35  | 50    | + 39.3 s   | 2      |
| 3   | Raph                   | Ecurie Naphtra Course | Maserati 6CM      | 48    | +2 kroga   | 15     |
| 4   | Pablo Pessatti         | Privatnik             | Alfa Romeo 8C-35  | 47    | +3 krogi   | 10     |
| 5   | Carlos Fortunati Firpo | Privatnik             | Maserati 6CM      | 47    | +3 krogi   | 11     |
| 6   | Benedicto Campos       | Ecurie Naphtra Course | Maserati 6CM      | 45    | +5 krogov  | 8      |
| 7   | Victorio Rosa          | Privatnik             | Maserati 6CM      | 41    | +9 krogov  | 13     |
| Ods | Juan Manuel Fangio     | A.C.A.                | Simca-Gordini T11 | 40    |            | 7      |
| Ods | Achille Varzi          | Privatnik             | Alfa Romeo 12C-37 | 37    | El. sistem | 4      |
| Ods | Adriano Malusardi      | Privatnik             | Alfa Romeo 8C     |       |            | 12     |
| Ods | Andres Fernández       | Privatnik             | Maserati 4CL      |       |            | 14     |
| Ods | Eitel Cantoni          | Privatnik             | Maserati 4CL      |       | Ogenj      | 16     |
| Ods | Chico Landi            | Privatnik             | Alfa Romeo 308    |       |            | 6      |
| Ods | Nino Farina            | Scuderia Milano       | Maserati 8CL      |       | Rezervoar  | 3      |
| Ods | Italo Bizio            | Privatnik             | Alfa Romeo 8C     |       |            | 9      |
| Ods | Pascual Puopolo        | San Isidoro           | Maserati 8CL      |       | Trčenje    | 5      |